# Tim Krumpen
Tim Krumpen (* 28. November 1988 in Aachen) ist ein ehemaliger deutscher Fußballtorhüter.

## Karriere
Der in Aachen geborene Krumpen begann das Fußballspielen im Nachbarkreis Düren zuerst bei der Germania in Vossenack, dann beim FC Düren-Niederau. Mit 13 Jahren wechselte er zu Alemannia Aachen.
In der Saison 2007/08 kam der Torhüter erstmals in der zweiten Mannschaft der Alemannia in der Oberliga Nordrhein zum Einsatz. Dort spielte er auch in den folgenden Spielzeiten in der NRW-Liga und wurde außerdem Torhüter Nummer 3 des Profikaders. Als Ersatztorwart Thorsten Stuckmann in der Saison 2010/11 verletzungsbedingt ausfiel, saß er auf der Ersatzbank und nachdem Stuckmanns Weggang für die nächste Saison feststand, sicherte sich der Verein vorzeitig seine Dienste bis 2013. Als am vorletzten Spieltag der 2. Bundesliga Stammtorwart David Hohs in der 13. Minute nach einer Notbremse vom Platz gestellt wurde und danach ein Spiel Sperre erhielt, kam Tim Krumpen zu seinen beiden ersten Einsätzen in der Profimannschaft der Aachener.
Im Sommer 2013 beendete er bereits seine Karriere, weil er keine Perspektive für sich im Fußball sah.